# Астероскопіо
Астероскопіо (грец. Αστεροσκοπείο — обсерваторія) — район Афін, утворений навколо Національної обсерваторії, охоплює пагорб Астероскопіо навпроти Акрополя.
Район перетинає вулиця Святого Павла (οδός Αποστόλου Παύλου), нині пішохідна, межує із районом Тісіо. Забудова Астероскопіо відбулась у передвоєнні роки, тут і досі збереглися кілька десятків будинків у неокласичному стилі.

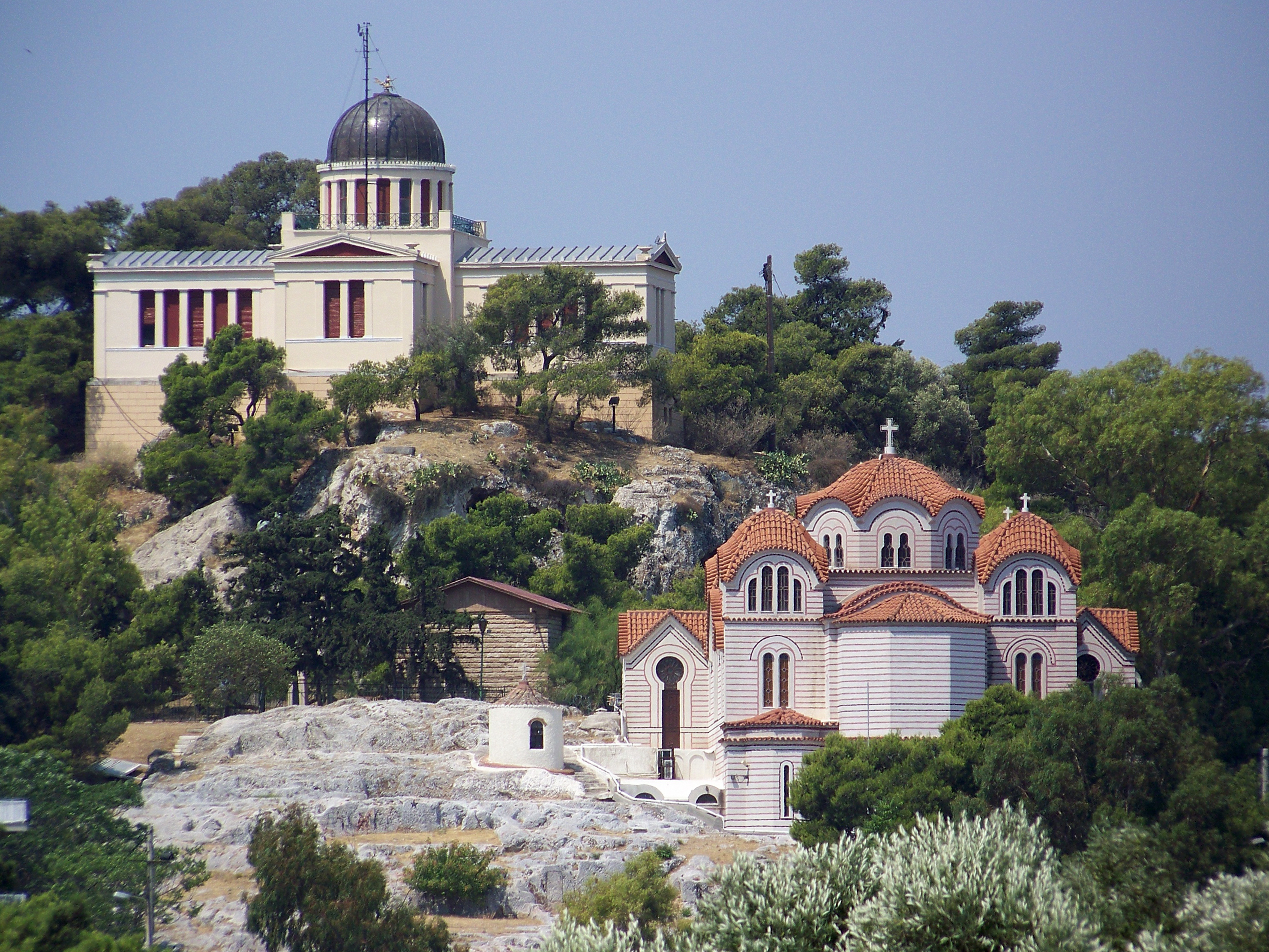
Афінська національна обсерваторія та Церква святої Марини, Астероскопіо